# Caloptilia pachyspila
Caloptilia pachyspila là một loài bướm đêm thuộc họ Gracillariidae. Loài này sinh sống ở Uganda.